# Eikozatetraenoinska kiselina
Eikozatetraenoinska kiselina, ETA, označava 20:4 masne kiseline nerazranatog lanca. 
Dva izomera, koji su esencijalne masne kiseline, su od posebnog značaja:
- sve-cis 5,8,11,14-eikozatetraenoinska kiselina je ω-6 masna kiselina sa trivijalnim imenom arahidonska kiselina. Ona se formira desaturacijom dihomo-gama-linolne kiseline (DGLA, 20:3 ω-6).
- sve-cis 8,11,14,17-eikozatetraenoinska kiselina je ω-3 masna kiselina. Ona je intermedijar između stearidonske kiseline (18:4 ω-3) i eikozapentaenoinske kiseline (EPA, 20:5 ω-3)

Neki hemijski izvori koriste termin arahadonska kiselina za označavanje svih eikozatetraenoinskih kiselina. Međutim, najveći deo literature u oblastima biologije, medicine i ishrane ograničava upotrebu termina arahadonska kiselina na sve-cis 5,8,11,14-eikozatetraenoinsku kiselina (ω-6).
ETA je prisutna u zeleno-usnim školjkama.